# Задача про місіонерів та канібалів
Зада́ча про місіонерів і канібалів, а також тісно пов'язана з ними задача про ревнивого чоловіка. — класичні приклади «задач про перетин річки». Ця задача — іграшкова проблема в галузі штучного інтелекту, де вона була використана Саулом Амарелем як приклад проблеми подання.

## Задача
Троє місіонерів і троє канібалів мають перетнути річку за допомогою човна, що здатен витримати не більше двох осіб. Є одне обмеження: канібалів на березі не може залишатися більше, ніж місіонерів (бо якщо канібали в більшості, то можуть з'їсти місіонерів). Також човен не може перетнути річку сам по собі, без людей на борту.
Задача ревнивих чоловіків. Замість місіонерів і канібалів є троє одружених пар. Обмеження полягає в тому, що жодна жінка не може перебувати в присутності іншого чоловіка, якщо її чоловіка поряд нема. Відповідно до цього обмеження, кількість жінок на березі не може перевищувати кількість чоловіків, якщо там є хоча б один чоловік. Таким чином, при заміні чоловіків — місіонерами, а жінок — людожерами, будь-який розв'язок задачі ревнивого чоловіка буде також розв'язком задачі про місіонерів та канібалів.

## Історія
Вперше задача про ревнивих чоловіків з'явилася в середньовічному тексті «Propositiones» автора Juvenes Acuendos, якого зазвичай пов'язують з Алкуїном (помер 804 року). У формулюванні Алкуїна є пари братів і сестер, але обмежувальний фактор усе той же — жодна жінка не може залишатися з іншими чоловіками, якщо її брата немає поруч. З 13 по 15 століття, задача стала відомою в усій Північній Європі, вже описуючи чоловіків та дружин. Пізніше задачу формулювали в термінах майстрів та слуг. Варіант із місіонерами та людожерами з'явився наприкінці 19 сторіччя.

## Рішення
Амарель розробив систему для розв'язку «задачі місіонерів і канібалів». Поточний стан задачі являє собою вектор <a,b,c>. Елементами вектора є: кількість місіонерів, кількість канібалів і кількість суден на тому березі, з якого починається переправа. Якщо спочатку там перебувають човен, і всі місіонери та канібали, то початковий вектор (вектор ініціалізації) буде <3,3,1>. Дії подаються у вигляді вектора віднімання / додавання і змінюють вектор поточного стану. Наприклад, якщо один людожер переправився через річку, вектор <0,1,1> віднімається від початкового стану, отримуємо поточний вектор <3,2,0>. Стан вектора відображає, що лишилося три місіонери та двоє людожерів, і човна на цьому березі нема (він перебуває на протилежному). Щоб повністю вирішити цю задачу, будуємо дерево з початковим станом як кореневим. П'ять можливих дій (<1,0,1>, <2,0,1>, <0,1,1>, <0,2,1> і <1,1,1>), які віднімають з початкового стану, утворюють п'ять вузлів-нащадків. Ті вузли дерева, в яких хоч на одному березі більше канібалів, ніж місіонерів, являють собою неприпустимий стан, і тому їх вилучають із подальшого розгляду. На першому кроці прийнятними вузлами-нащадками є <3,2,0>, <3,1,0> і <2,2,0>. Для кожного з цих вузлів створюють вузли-нащадки шляхом додавання (чи віднімання) усіх можливих векторів дій . Цільовим вектором є <0,0,0>. Шлях від кореня дерева до цього вузла і є та послідовність дій, яка розв'язує задачу.

## Розв'язок
Найбільш ранні відомі рішення проблеми Ревнивого Чоловіка, з використанням 11 поїздок в один кінець, полягає в наступному. Подружні пари представлені у вигляді {\displaystyle \alpha } (Чоловіки) і {\displaystyle \beta } (жінка)

, p. 291.
| Номер    | Початковий берег                                                          | Переїзд                                         | Кінцевий берег                                                            |
| -------- | ------------------------------------------------------------------------- | ----------------------------------------------- | ------------------------------------------------------------------------- |
| (start)  | {\displaystyle \alpha }a {\displaystyle \beta }b {\displaystyle \gamma }c |                                                 |                                                                           |
| 1        | {\displaystyle \beta }b {\displaystyle \gamma }c                          | {\displaystyle \alpha }a →                      |                                                                           |
| 2        | {\displaystyle \beta }b {\displaystyle \gamma }c                          | ←{\displaystyle \alpha }                        | a                                                                         |
| 3        | {\displaystyle \alpha } {\displaystyle \beta } {\displaystyle \gamma }    | bc →                                            | a                                                                         |
| 4        | {\displaystyle \alpha } {\displaystyle \beta } {\displaystyle \gamma }    | ← a                                             | b c                                                                       |
| 5        | {\displaystyle \alpha }a                                                  | {\displaystyle \beta }{\displaystyle \gamma } → | b c                                                                       |
| 6        | {\displaystyle \alpha }a                                                  | ← {\displaystyle \beta }b                       | {\displaystyle \gamma }c                                                  |
| 7        | a b                                                                       | {\displaystyle \alpha }{\displaystyle \beta } → | {\displaystyle \gamma }c                                                  |
| 8        | a b                                                                       | ← c                                             | {\displaystyle \alpha } {\displaystyle \beta } {\displaystyle \gamma }    |
| 9        | b                                                                         | a c →                                           | {\displaystyle \alpha } {\displaystyle \beta } {\displaystyle \gamma }    |
| 10       | b                                                                         | ← {\displaystyle \beta }                        | {\displaystyle \alpha }a {\displaystyle \gamma }c                         |
| 11       |                                                                           | {\displaystyle \beta }b →                       | {\displaystyle \alpha }a {\displaystyle \gamma }c                         |
| (finish) |                                                                           |                                                 | {\displaystyle \alpha }a {\displaystyle \beta }b {\displaystyle \gamma }c |

Це найкоротший варіант вирішення проблеми, але це не єдине найкоротше рішення.
Якщо, тільки одна людина може вийти з човна в один час, а чоловік повинен бути на березі, щоб рахуватися з його дружиною, а не тільки перебувати в човні на березі: рух від 5 до 6 неможливо, так як тільки як жінка вийшла на берег- вона не буде з чоловіком, незважаючи на його буття тільки в човні.
Як згадувалося раніше, це рішення для «задачі про ревнивого чоловіка» стане рішенням для «Задачі місіонерів і канібалів» при заміні чоловіків і жінок місіонерами і канібалами. В цьому випадку можна знехтувати окремими особистостями місіонерів і канібалів. Рішення тільки так як і раніше, проте коротше і є одним з чотирьох найкоротших рішень.
Якщо жінка в човні на березі (але не на березі) вважається як самостійна (тобто не в присутності будь-якого чоловіка на березі), то ця загадка може бути вирішена в 9 поїздок в один кінець:
| Номер    | Початковий берег                                                          | Переїзд                    | Кінцевий берег                                                            |
| -------- | ------------------------------------------------------------------------- | -------------------------- | ------------------------------------------------------------------------- |
| (start)  | {\displaystyle \alpha }a {\displaystyle \beta }b {\displaystyle \gamma }c |                            |                                                                           |
| 1        | {\displaystyle \beta }b {\displaystyle \gamma }c                          | {\displaystyle \alpha }a → |                                                                           |
| 2        | {\displaystyle \beta }b {\displaystyle \gamma }c                          | ← a                        | {\displaystyle \alpha }                                                   |
| 3        | {\displaystyle \beta } {\displaystyle \gamma }c                           | ab →                       | {\displaystyle \alpha }                                                   |
| 4        | {\displaystyle \beta } {\displaystyle \gamma }c                           | ← b                        | {\displaystyle \alpha }a                                                  |
| 5        | {\displaystyle \gamma }c                                                  | {\displaystyle \beta }b →  | {\displaystyle \alpha }a                                                  |
| 6        | {\displaystyle \gamma }c                                                  | ← b                        | {\displaystyle \alpha }a {\displaystyle \beta }                           |
| 7        | {\displaystyle \gamma }                                                   | bc →                       | {\displaystyle \alpha }a {\displaystyle \beta }                           |
| 8        | {\displaystyle \gamma }                                                   | ← c                        | {\displaystyle \alpha }a {\displaystyle \beta }b                          |
| 9        |                                                                           | {\displaystyle \gamma }c → | {\displaystyle \alpha }a {\displaystyle \beta }b                          |
| (finish) |                                                                           |                            | {\displaystyle \alpha }a {\displaystyle \beta }b {\displaystyle \gamma }c |

## Розв'язання на Prolog
```
 

/*1 kannibal*/

move
(
state
(
X
,
K2
,
K3
,
M1
,
M2
,
M3
),
state
(
Y
,
K2
,
K3
,
M1
,
M2
,
M3
)):-
opposite
(
X
,
Y
).

move
(
state
(
K1
,
X
,
K3
,
M1
,
M2
,
M3
),
state
(
K1
,
Y
,
K3
,
M1
,
M2
,
M3
)):-
opposite
(
X
,
Y
).

move
(
state
(
K1
,
K2
,
X
,
M1
,
M2
,
M3
),
state
(
K1
,
K2
,
Y
,
M1
,
M2
,
M3
)):-
opposite
(
X
,
Y
).

/*2 kannibala*/

move
(
state
(
X
,
X
,
K3
,
M1
,
M2
,
M3
),
state
(
Y
,
Y
,
K3
,
M1
,
M2
,
M3
)):-
opposite
(
X
,
Y
).

move
(
state
(
X
,
K2
,
X
,
M1
,
M2
,
M3
),
state
(
Y
,
K2
,
Y
,
M1
,
M2
,
M3
)):-
opposite
(
X
,
Y
).

move
(
state
(
K1
,
X
,
X
,
M1
,
M2
,
M3
),
state
(
K1
,
Y
,
Y
,
M1
,
M2
,
M3
)):-
opposite
(
X
,
Y
).

/*3 kannibala*/

move
(
state
(
X
,
X
,
X
,
M1
,
M2
,
M3
),
state
(
Y
,
Y
,
Y
,
M1
,
M2
,
M3
)):-
opposite
(
X
,
Y
).

/*1 missioner*/

move
(
state
(
K1
,
K2
,
K3
,
X
,
M2
,
M3
),
state
(
K1
,
K2
,
K3
,
Y
,
M2
,
M3
)):-
opposite
(
X
,
Y
).

move
(
state
(
K1
,
K2
,
K3
,
M1
,
X
,
M3
),
state
(
K1
,
K2
,
K3
,
M1
,
Y
,
M3
)):-
opposite
(
X
,
Y
).

move
(
state
(
K1
,
K2
,
K3
,
M1
,
M2
,
X
),
state
(
K1
,
K2
,
K3
,
M1
,
M2
,
Y
)):-
opposite
(
X
,
Y
).

/*2 missionera*/

move
(
state
(
K1
,
K2
,
K3
,
X
,
X
,
M3
),
state
(
K1
,
K2
,
K3
,
Y
,
Y
,
M3
)):-
opposite
(
X
,
Y
).

move
(
state
(
K1
,
K2
,
K3
,
M1
,
X
,
X
),
state
(
K1
,
K2
,
K3
,
M1
,
Y
,
Y
)):-
opposite
(
X
,
Y
).

move
(
state
(
K1
,
K2
,
K3
,
X
,
M2
,
X
),
state
(
K1
,
K2
,
K3
,
Y
,
M2
,
Y
)):-
opposite
(
X
,
Y
).

/*3 missionera*/

move
(
state
(
K1
,
K2
,
K3
,
X
,
X
,
X
),
state
(
K1
,
K2
,
K3
,
Y
,
Y
,
Y
)):-
opposite
(
X
,
Y
).

/*1 kannibal, 1 missioner*/

move
(
state
(
X
,
K2
,
K3
,
X
,
M2
,
M3
),
state
(
Y
,
K2
,
K3
,
Y
,
M2
,
M3
)):-
opposite
(
X
,
Y
).

move
(
state
(
K1
,
X
,
K3
,
X
,
M2
,
M3
),
state
(
K1
,
Y
,
K3
,
Y
,
M2
,
M3
)):-
opposite
(
X
,
Y
).

move
(
state
(
K1
,
K2
,
X
,
X
,
M2
,
M3
),
state
(
K1
,
K2
,
Y
,
Y
,
M2
,
M3
)):-
opposite
(
X
,
Y
).

move
(
state
(
X
,
K2
,
K3
,
M1
,
X
,
M3
),
state
(
Y
,
K2
,
K3
,
M1
,
Y
,
M3
)):-
opposite
(
X
,
Y
).

move
(
state
(
K1
,
X
,
K3
,
M1
,
X
,
M3
),
state
(
K1
,
Y
,
K3
,
M1
,
Y
,
M3
)):-
opposite
(
X
,
Y
).

move
(
state
(
K1
,
K2
,
X
,
M1
,
X
,
M3
),
state
(
K1
,
K2
,
Y
,
M1
,
Y
,
M3
)):-
opposite
(
X
,
Y
).

move
(
state
(
X
,
K2
,
K3
,
M1
,
M2
,
X
),
state
(
Y
,
K2
,
K3
,
M1
,
M2
,
Y
)):-
opposite
(
X
,
Y
).

move
(
state
(
K1
,
X
,
K3
,
M1
,
M2
,
X
),
state
(
K1
,
Y
,
K3
,
M1
,
M2
,
Y
)):-
opposite
(
X
,
Y
).

move
(
state
(
K1
,
K2
,
X
,
M1
,
M2
,
X
),
state
(
K1
,
K2
,
Y
,
M1
,
M2
,
Y
)):-
opposite
(
X
,
Y
).

/*1 kannibal, 2 missionera*/

move
(
state
(
X
,
K2
,
K3
,
X
,
X
,
M3
),
state
(
Y
,
K2
,
K3
,
Y
,
Y
,
M3
)):-
opposite
(
X
,
Y
).

move
(
state
(
X
,
K2
,
K3
,
M1
,
X
,
X
),
state
(
Y
,
K2
,
K3
,
M1
,
Y
,
Y
)):-
opposite
(
X
,
Y
).

move
(
state
(
X
,
K2
,
K3
,
X
,
M2
,
X
),
state
(
Y
,
K2
,
K3
,
Y
,
M2
,
Y
)):-
opposite
(
X
,
Y
).

move
(
state
(
K1
,
X
,
K3
,
X
,
X
,
M3
),
state
(
Y
,
K2
,
K3
,
Y
,
Y
,
M3
)):-
opposite
(
X
,
Y
).

move
(
state
(
K1
,
X
,
K3
,
M1
,
X
,
X
),
state
(
K1
,
Y
,
K3
,
M1
,
Y
,
Y
)):-
opposite
(
X
,
Y
).

move
(
state
(
K1
,
X
,
K3
,
X
,
M2
,
X
),
state
(
K1
,
Y
,
K3
,
Y
,
M2
,
Y
)):-
opposite
(
X
,
Y
).

move
(
state
(
K1
,
K2
,
X
,
X
,
X
,
M3
),
state
(
K1
,
K2
,
Y
,
Y
,
Y
,
M3
)):-
opposite
(
X
,
Y
).

move
(
state
(
K1
,
K2
,
X
,
M1
,
X
,
X
),
state
(
K1
,
K2
,
Y
,
M1
,
Y
,
Y
)):-
opposite
(
X
,
Y
).

move
(
state
(
K1
,
K2
,
X
,
X
,
M2
,
X
),
state
(
K1
,
K2
,
Y
,
Y
,
M2
,
Y
)):-
opposite
(
X
,
Y
).

opposite
(
east
,
west
).

opposite
(
west
,
east
).

/*2 kannibala, 1 missioner*/

unsafe
(
state
(
X1
,
X2
,
X3
,
Y1
,
Y2
,
Y3
)):-

X1
 
=
 
east
,
X2
 
=
 
east
,
Y1
 
=
 
east
;

X1
 
=
 
east
,
X3
 
=
 
east
,
Y1
 
=
 
east
;

X2
 
=
 
east
,
X3
 
=
 
east
,
Y1
 
=
 
east
;

X1
 
=
 
east
,
X2
 
=
 
east
,
Y2
 
=
 
east
;

X1
 
=
 
east
,
X3
 
=
 
east
,
Y2
 
=
 
east
;

X2
 
=
 
east
,
X3
 
=
 
east
,
Y2
 
=
 
east
;

X1
 
=
 
east
,
X2
 
=
 
east
,
Y3
 
=
 
east
;

X1
 
=
 
east
,
X3
 
=
 
east
,
Y3
 
=
 
east
;

X2
 
=
 
east
,
X3
 
=
 
east
,
Y3
 
=
 
east
;

X1
 
=
 
west
,
X2
 
=
 
west
,
Y1
 
=
 
west
;

X1
 
=
 
west
,
X3
 
=
 
west
,
Y1
 
=
 
west
;

X2
 
=
 
west
,
X3
 
=
 
west
,
Y1
 
=
 
west
;

X1
 
=
 
west
,
X2
 
=
 
west
,
Y2
 
=
 
west
;

X1
 
=
 
west
,
X3
 
=
 
west
,
Y2
 
=
 
west
;

X2
 
=
 
west
,
X3
 
=
 
west
,
Y2
 
=
 
west
;

X1
 
=
 
west
,
X2
 
=
 
west
,
Y3
 
=
 
west
;

X1
 
=
 
west
,
X3
 
=
 
west
,
Y3
 
=
 
west
;

X2
 
=
 
west
,
X3
 
=
 
west
,
Y3
 
=
 
west
;

X1
 
=
 
east
,
X2
 
=
 
east
,
X3
 
=
 
east
,
Y1
 
=
 
east
;

X1
 
=
 
east
,
X2
 
=
 
east
,
X3
 
=
 
east
,
Y2
 
=
 
east
;

X1
 
=
 
east
,
X2
 
=
 
east
,
X3
 
=
 
east
,
Y3
 
=
 
east
;

X1
 
=
 
west
,
X2
 
=
 
west
,
X3
 
=
 
west
,
Y1
 
=
 
west
;

X1
 
=
 
west
,
X2
 
=
 
west
,
X3
 
=
 
west
,
Y2
 
=
 
west
;

X1
 
=
 
west
,
X2
 
=
 
west
,
X3
 
=
 
west
,
Y3
 
=
 
west
;

X1
 
=
 
east
,
X2
 
=
 
east
,
X3
 
=
 
east
,
Y1
 
=
 
east
,
Y2
 
=
 
east
;

X1
 
=
 
east
,
X2
 
=
 
east
,
X3
 
=
 
east
,
Y1
 
=
 
east
,
Y3
 
=
 
east
;

X1
 
=
 
east
,
X2
 
=
 
east
,
X3
 
=
 
east
,
Y2
 
=
 
east
,
Y3
 
=
 
east
;

X1
 
=
 
west
,
X2
 
=
 
west
,
X3
 
=
 
west
,
Y1
 
=
 
west
,
Y2
 
=
 
west
;

X1
 
=
 
west
,
X2
 
=
 
west
,
X3
 
=
 
west
,
Y1
 
=
 
west
,
Y3
 
=
 
west
;

X1
 
=
 
west
,
X2
 
=
 
west
,
X3
 
=
 
west
,
Y2
 
=
 
west
,
Y3
 
=
 
west
.

   
path
(
Start
,
Finish
,
L
,
L1
):-

         
move
(
Start
,
S1
),

         
not
(
unsafe
(
S1
)),

         
not
(
member
(
S1
,
L
)),

         
path
(
S1
,
Finish
,[
S1
|
L
],
L1
),!.

   
path
(
Finish
,
Finish
,
T
,
T
):-!.
   
/* The final state is reached  */

   
go
:
-
go
(
state
(
east
,
east
,
east
,
east
,
east
,
east
),
state
(
west
,
west
,
west
,
west
,
west
,
west
)).

   
go
(
Start
,
Finish
):-

        
path
(
Start
,
Finish
,[
Start
],
L
),

        
nl
,
write
(
"A solution is:"
),
nl
,

        
write_path
(
L
),

        
fail
.

   
go
(
_
,
_
).

member
(
X
,[
X
|
_
]).

member
(
X
,[
_
|
L
]):-
member
(
X
,
L
).

/*1 kannibal*/

write_move
(
state
(
X
,
K2
,
K3
,
M1
,
M2
,
M3
),
state
(
Y
,
K2
,
K3
,
M1
,
M2
,
M3
)):-!,

           
write
(
"1 kannibal goes from"
),

           
write
(
X
),

           
write
(
" to "
),

           
write
(
Y
),
nl
.

write_move
(
state
(
K1
,
X
,
K3
,
M1
,
M2
,
M3
),
state
(
K1
,
Y
,
K3
,
M1
,
M2
,
M3
)):-!,

           
write
(
"1 kannibal goes from"
),

           
write
(
X
),

           
write
(
" to "
),

           
write
(
Y
),
nl
.
  

write_move
(
state
(
K1
,
K2
,
X
,
M1
,
M2
,
M3
),
state
(
K1
,
K2
,
Y
,
M1
,
M2
,
M3
)):-!,

           
write
(
"1 kannibal goes from"
),

           
write
(
X
),

           
write
(
" to "
),

           
write
(
Y
),
nl
.
  

/*2 kannibala */

write_move
(
state
(
X
,
X
,
K3
,
M1
,
M2
,
M3
),
state
(
Y
,
Y
,
K3
,
M1
,
M2
,
M3
)):-!,

           
write
(
"2 kannibala goes from"
),

           
write
(
X
),

           
write
(
" to "
),

           
write
(
Y
),
nl
.

write_move
(
state
(
X
,
K2
,
X
,
M1
,
M2
,
M3
),
state
(
Y
,
K2
,
Y
,
M1
,
M2
,
M3
)):-!,

           
write
(
"2 kannibala goes from"
),

           
write
(
X
),

           
write
(
" to "
),

           
write
(
Y
),
nl
.

write_move
(
state
(
K1
,
X
,
X
,
M1
,
M2
,
M3
),
state
(
K1
,
Y
,
Y
,
M1
,
M2
,
M3
)):-!,

           
write
(
"2 kannibala goes from"
),

           
write
(
X
),

           
write
(
" to "
),

           
write
(
Y
),
nl
.

/*3 kannibala*/

write_move
(
state
(
X
,
X
,
X
,
M1
,
M2
,
M3
),
state
(
Y
,
Y
,
Y
,
M1
,
M2
,
M3
)):-!,

           
write
(
"3 kannibala goes from"
),

           
write
(
X
),

           
write
(
" to "
),

           
write
(
Y
),
nl
.
  

/*1 missioner*/

write_move
(
state
(
K1
,
K2
,
K3
,
X
,
M2
,
M3
),
state
(
K1
,
K2
,
K3
,
Y
,
M2
,
M3
)):-!,

           
write
(
"1 missioner goes from"
),

           
write
(
X
),

           
write
(
" to "
),

           
write
(
Y
),
nl
.
  

write_move
(
state
(
K1
,
K2
,
K3
,
M1
,
X
,
M3
),
state
(
K1
,
K2
,
K3
,
M1
,
Y
,
M3
)):-!,

           
write
(
"1 missioner goes from"
),

           
write
(
X
),

           
write
(
" to "
),

           
write
(
Y
),
nl
.
  

write_move
(
state
(
K1
,
K2
,
K3
,
M1
,
M2
,
X
),
state
(
K1
,
K2
,
K3
,
M1
,
M2
,
Y
)):-!,

           
write
(
"1 missioner goes from"
),

           
write
(
X
),

           
write
(
" to "
),

           
write
(
Y
),
nl
.
  

/*2 missionera*/

write_move
(
state
(
K1
,
K2
,
K3
,
X
,
X
,
M3
),
state
(
K1
,
K2
,
K3
,
Y
,
Y
,
M3
)):-!,

           
write
(
"2 missionera goes from"
),

           
write
(
X
),

           
write
(
" to "
),

           
write
(
Y
),
nl
.
  

write_move
(
state
(
K1
,
K2
,
K3
,
M1
,
X
,
X
),
state
(
K1
,
K2
,
K3
,
M1
,
Y
,
Y
)):-!,

           
write
(
"2 missionera goes from"
),

           
write
(
X
),

           
write
(
" to "
),

           
write
(
Y
),
nl
.
  

write_move
(
state
(
K1
,
K2
,
K3
,
X
,
M2
,
X
),
state
(
K1
,
K2
,
K3
,
Y
,
M2
,
Y
)):-!,
 
           
write
(
"2 missionera goes from"
),

           
write
(
X
),

           
write
(
" to "
),

           
write
(
Y
),
nl
.
  

/*3 missionera*/

write_move
(
state
(
K1
,
K2
,
K3
,
X
,
X
,
X
),
state
(
K1
,
K2
,
K3
,
Y
,
Y
,
Y
)):-!,

           
write
(
"3 missionera goes from"
),

           
write
(
X
),

           
write
(
" to "
),

           
write
(
Y
),
nl
.
  

/*1 kannibal, 1 missioner*/

write_move
(
state
(
X
,
K2
,
K3
,
X
,
M2
,
M3
),
state
(
Y
,
K2
,
K3
,
Y
,
M2
,
M3
)):-!,

           
write
(
"1 missioner, 1 kannibal goes from"
),

           
write
(
X
),

           
write
(
" to "
),

           
write
(
Y
),
nl
.
  

write_move
(
state
(
K1
,
X
,
K3
,
X
,
M2
,
M3
),
state
(
K1
,
Y
,
K3
,
Y
,
M2
,
M3
)):-!,

           
write
(
"1 missioner, 1 kannibal goes from"
),

           
write
(
X
),

           
write
(
" to "
),

           
write
(
Y
),
nl
.
  

write_move
(
state
(
K1
,
K2
,
X
,
X
,
M2
,
M3
),
state
(
K1
,
K2
,
Y
,
Y
,
M2
,
M3
)):-!,

           
write
(
"1 missioner, 1 kannibal goes from"
),

           
write
(
X
),

           
write
(
" to "
),

           
write
(
Y
),
nl
.
  

write_move
(
state
(
X
,
K2
,
K3
,
M1
,
X
,
M3
),
state
(
Y
,
K2
,
K3
,
M1
,
Y
,
M3
)):-!,

           
write
(
"1 missioner, 1 kannibal goes from"
),

           
write
(
X
),

           
write
(
" to "
),

           
write
(
Y
),
nl
.
  

write_move
(
state
(
K1
,
X
,
K3
,
M1
,
X
,
M3
),
state
(
K1
,
Y
,
K3
,
M1
,
Y
,
M3
)):-!,

           
write
(
"1 missioner, 1 kannibal goes from"
),

           
write
(
X
),

           
write
(
" to "
),

           
write
(
Y
),
nl
.
  

write_move
(
state
(
K1
,
K2
,
X
,
M1
,
X
,
M3
),
state
(
K1
,
K2
,
Y
,
M1
,
Y
,
M3
)):-!,

           
write
(
"1 missioner, 1 kannibal goes from"
),

           
write
(
X
),

           
write
(
" to "
),

           
write
(
Y
),
nl
.
  

write_move
(
state
(
X
,
K2
,
K3
,
M1
,
M2
,
X
),
state
(
Y
,
K2
,
K3
,
M1
,
M2
,
Y
)):-!,

           
write
(
"1 missioner, 1 kannibal goes from"
),

           
write
(
X
),

           
write
(
" to "
),

           
write
(
Y
),
nl
.
  

write_move
(
state
(
K1
,
X
,
K3
,
M1
,
M2
,
X
),
state
(
K1
,
Y
,
K3
,
M1
,
M2
,
Y
)):-!,

           
write
(
"1 missioner, 1 kannibal goes from"
),

           
write
(
X
),

           
write
(
" to "
),

           
write
(
Y
),
nl
.
  

write_move
(
state
(
K1
,
K2
,
X
,
M1
,
M2
,
X
),
state
(
K1
,
K2
,
Y
,
M1
,
M2
,
Y
)):-!,

           
write
(
"1 missioner, 1 kannibal goes from"
),

           
write
(
X
),

           
write
(
" to "
),

           
write
(
Y
),
nl
.
  

/*1 kannibal, 2 missionera*/

write_move
(
state
(
X
,
K2
,
K3
,
X
,
X
,
M3
),
state
(
Y
,
K2
,
K3
,
Y
,
Y
,
M3
)):-!,

           
write
(
"2 missionera, 1 kannibal goes from"
),

           
write
(
X
),

           
write
(
" to "
),

           
write
(
Y
),
nl
.
  

write_move
(
state
(
X
,
K2
,
K3
,
M1
,
X
,
X
),
state
(
Y
,
K2
,
K3
,
M1
,
Y
,
Y
)):-!,

           
write
(
"2 missionera, 1 kannibal goes from"
),

           
write
(
X
),

           
write
(
" to "
),

           
write
(
Y
),
nl
.
  

write_move
(
state
(
X
,
K2
,
K3
,
X
,
M2
,
X
),
state
(
Y
,
K2
,
K3
,
Y
,
M2
,
Y
)):-!,

           
write
(
"2 missionera, 1 kannibal goes from"
),

           
write
(
X
),

           
write
(
" to "
),

           
write
(
Y
),
nl
.
  

write_move
(
state
(
K1
,
X
,
K3
,
X
,
X
,
M3
),
state
(
Y
,
K2
,
K3
,
Y
,
Y
,
M3
)):-!,

           
write
(
"2 missionera, 1 kannibal goes from"
),

           
write
(
X
),

           
write
(
" to "
),

           
write
(
Y
),
nl
.
  

write_move
(
state
(
K1
,
X
,
K3
,
M1
,
X
,
X
),
state
(
K1
,
Y
,
K3
,
M1
,
Y
,
Y
)):-!,

           
write
(
"2 missionera, 1 kannibal goes from"
),

           
write
(
X
),

           
write
(
" to "
),

           
write
(
Y
),
nl
.
  

write_move
(
state
(
K1
,
X
,
K3
,
X
,
M2
,
X
),
state
(
K1
,
Y
,
K3
,
Y
,
M2
,
Y
)):-!,

           
write
(
"2 missionera, 1 kannibal goes from"
),

           
write
(
X
),

           
write
(
" to "
),

           
write
(
Y
),
nl
.
  

write_move
(
state
(
K1
,
K2
,
X
,
X
,
X
,
M3
),
state
(
K1
,
K2
,
Y
,
Y
,
Y
,
M3
)):-!,

           
write
(
"2 missionera, 1 kannibal goes from"
),

           
write
(
X
),

           
write
(
" to "
),

           
write
(
Y
),
nl
.
  

write_move
(
state
(
K1
,
K2
,
X
,
M1
,
X
,
X
),
state
(
K1
,
K2
,
Y
,
M1
,
Y
,
Y
)):-!,

           
write
(
"2 missionera, 1 kannibal goes from"
),

           
write
(
X
),

           
write
(
" to "
),

           
write
(
Y
),
nl
.
  

write_move
(
state
(
K1
,
K2
,
X
,
X
,
M2
,
X
),
state
(
K1
,
K2
,
Y
,
Y
,
M2
,
Y
)):-!,

           
write
(
"2 missionera, 1 kannibal goes from"
),

           
write
(
X
),

           
write
(
" to "
),

           
write
(
Y
),
nl
.

   
write_path
([
H1
,
H2
|
T
]):-!,

           
write_move
(
H1
,
H2
),
write_path
([
H2
|
T
]).

   
write_path
(
_
).

?-go
.

```

## Варіації
Очевидним узагальненням є зміна числа ревнивих пар (або місіонерів і канібалів), місткість судна, або обох параметрів. Якщо човен вміщує 2 осіб, то 2 пари вимагають 5 поїздок, від 4 або більше пар, завдання не має рішення.
Якщо човен може вмістити 3 чоловік, то може перевезти до 5 пар, якщо човен може містити 4-х осіб, то можливо перевезти будь-яку кількість пар.
Якщо в середині річки додати острів, то потім будь-яке число пар може перетнути річку за допомогою двох чоловік.